# 61-й резервний корпус (Третій Рейх)
LXI-й (61-й) резервний ко́рпус (нім. LXI. Reservekorps) — резервний корпус Вермахту, що виконував завдання охорони тилу німецьких військ за часів Другої світової війни.

## Історія
LXI-й резервний корпус сформований 14 вересня 1942 на основі 141-ї резервної дивізії та особового складу резерву I-го військового округу в Кенігсберзі.

## Райони бойових дій
- Німеччина (Східна Пруссія) (вересень 1942);
- СРСР (Балтійські країни, Білорусь) (вересень 1942 — лютий 1944).

## Командування

### Командири
- генерал артилерії Едгар Тейссен (нім. Edgar Theißen) (14 вересня 1942 — 21 лютого 1944).

## Бойовий склад 61-го резервного корпусу
- 141-ша резервна дивізія (141. Reserve-Division);
- 151-ша резервна дивізія (151. Reserve-Division).